# Xerxes (Cavalli)
Xerxés je italská opera (dramma per musica) od Francesca Cavalliho. Libreto sepsal Nicolò Minato. Děj je založen na sedmém dílu Hérodotových spisů Dějiny; příběh samotný pojednává o perském velkokráli Xerxovi I.
Opera měla premiéru 12. ledna 1654v Benátkách v Divadle svatého Jana a Pavla (Teatro Santi Giovanni e Paolo).

## Inscenační historie
Opera Xerxés byla v Itálii velice populární, nejen díky Cavalliho árii "Ombra mai fù" (kterou později více proslavil ve svém zhudebnění Händel); ještě během Cavalliho života bylo napříč Itálií uvedeno 9 rozdílných provedení. V roce 1660 byl Cavalli přesvědčen, aby vycestoval do Francie, složit novou operu pro svatbu Ludvíka XIV. Pro skladatele to nebyla příznivá situace, protože se dostal do dvorských intrik, které způsobily, že opera, kterou měl rozpracovanou pro královu svatbu (Ercole amante), nebyla včas dokončena. Proto byl proveden opět Xerxés, pro který složil baletní mezihry Cavalliho rival Jean-Baptiste Lully, dvorní skladatel Ludvíka XIV. Celé představení trvalo osm až devět hodin, ale pro cizí jazyk měli Francouzi raději Lullyho hudební vložky, než Cavalliho operu jako takovou.

## Osoby
- Xerse – kontraalt
- Arsamene – kontraalt
- Romilda – soprán
- Ariodate – tenor
- Amastre – soprán
- Elviro – kontraalt
- Adelanta – soprán
- Eumene – soprán
- Aristone – bas
- Periarco – kontraalt
- Clito – soprán
- Sesostre – tenor
- Spitalce – bas
- Capitano – bas
- Momo – zpěvák v pozadí
- Apollo – zpěvák v pozadí